# Antipsicótico típico
Os antipsicóticos típicos são uma classe de drogas antipsicóticas desenvolvidas pela primeira vez na década de 1950 e usadas para tratar psicoses (em particular, esquizofrenia). Os antipsicóticos típicos também podem ser utilizados para o tratamento de mania aguda, agitação e outras condições. Os primeiros antipsicóticos típicos para uso médico foram as fenotiazinas, a saber, a clorpromazina que foi descoberta com serendipidade. Outro grupo proeminente de antipsicóticos são as butirofenonas, um exemplo de qual seria o haloperidol. Os mais recentes antipsicóticos, de segunda geração, também conhecidos como antipsicóticos atípicos, substituíram os antipsicóticos típicos devido aos efeitos colaterais semelhantes aos sintomas da doença de Parkinson que os típicos desencadeavam.
Ambas as gerações de medicamentos tendem a bloquear os receptores nos caminhos da dopamina do cérebro, mas os atípicos no momento da comercialização foram considerados diferentes dos antipsicóticos típicos, na medida em que são menos propensos a causar incapacidades de controle motor extrapiramidais em pacientes, que incluem movimentos instáveis como os da doença de Parkinson, rigidez corporal e tremores involuntários.